# Zsuzsanna Szabóová
Zsuzsanna Szabóová-Olgyaiová (* 6. května 1973, Oroszlány) je bývalá maďarská atletka, jejíž specializace byla skok o tyči. Jejím největším úspěchem je bronzová medaile z halového mistrovství světa 1999, kde se o třetí místo podělila s Němkou Nicole Humbertovou.
4. února 1999 v Budapešti vytvořila skokem 451 cm nový halový světový rekord. V roce 1999 skončila těsně pod stupni vítězů, čtvrtá na mistrovství světa v Seville, kde měla ženská tyčka premiéru. O rok později měla tyčka žen premiéru také na letních olympijských hrách v Sydney. Maďarské tyčkařce se však kvalifikace nevyvedla, když nezaznamenala ani jeden platný pokus na výšce 415 cm.

## Úspěchy
| Rok  | Závod                              | Místo               | Umístění    | Výkon  |
| ---- | ---------------------------------- | ------------------- | ----------- | ------ |
| 1997 | Halové mistrovství světa 1997      | Paříž, Francie      | 11.         | 3,70 m |
| 1998 | Halové mistrovství Evropy 1998     | Valencie, Španělsko | 6.          | 4,15 m |
| 1998 | Mistrovství Evropy v atletice 1998 | Budapešť, Maďarsko  | 8.          | 4,15 m |
| 1999 | Halové mistrovství světa 1999      | Maebaši, Japonsko   | 3.          | 4,35 m |
| 1999 | Mistrovství světa v atletice 1999  | Sevilla, Španělsko  | 4.          | 4,40 m |
| 2000 | Letní olympijské hry 2000          | Sydney, Austrálie   | -           | NM     |
| 2002 | Mistrovství Evropy v atletice 2002 | Mnichov, Německo    | kvalifikace | 4,15 m |
| 2003 | Mistrovství světa v atletice 2003  | Paříž, Francie      | kvalifikace | 4,15 m |